# Kasta (serial telewizyjny)
Kasta – polski paradokumentalny serial emitowany na antenie TVP 1 od 12 października 2020 roku do 21 grudnia 2022 roku.
W 2020 roku na antenie TVP Info emitowany był program publicystyczny o tej samej nazwie, prowadzony przez Miłosza Kłeczka.

## Fabuła
Serial opowiada o ludziach pokrzywdzonych przez niesprawiedliwe wyroki w wyniku działalności tzw. kasty – układu między przedstawicielami prawa, a osobami z nimi powiązanych – którzy szukają pomocy u prawników z kancelarii Wolski i Wspólnicy, którzy z pełnym zaangażowaniem oraz z pomocą swoich współpracowników starają się udowodnić, iż wyroki w sprawach tych osób były ustawione. Akcja serialu toczy się we Wrocławiu.

## Obsada

### Adwokaci
Pierwsza para
- Jakub Grzybek – Jan Wolski, szef kancelarii "Wolski i Wspólnicy". Pracuje w parze z Lidią Łęcką. Miał żonę Jagodę, która w wyniku depresji popełniła samobójstwo podczas wspólnej wyprawy do Zakopanego (była siostrą Marka Maja)[6]. Ma psa rasy buldog francuski o imieniu Paragraf[7].
- Patrycja Kawecka – Lidia Łęcka, pracuje w parze z Janem Wolskim. Po studiach była w krótkim związku z Arturem Liszewiczem[8]. Obecnie jest w związku z Cezarym Kramem[9].

Druga para
- Wiktoria Kulaszewska – Marta Życka, pracuje w parze z Filipem Czechowskim.
- Andrzej Olszewski – Filip Czechowski, pracuje w parze z Martą Życką. Ma młodszego brata Tomka[10]. Ma żonę Ingę oraz syna.

Trzecia para
- Łukasz Dedyński – Hubert Molicki, pracuje w parze najpierw z Damianem Zrembą, potem z Katarzyną Założną.
- Michalina Borowska – Katarzyna Założna, aplikantka kancelarii współpracująca najpierw z Janem Wolskim i Lidią Łęcką, potem z Hubertem Molickim i Damianem Zrembą[11]. Po odejściu Damiana Zremby, zdaniu egzaminu oraz złożeniu ślubowania została zatrudniona jako adwokat w kancelarii[12][13]. (od odc. 73)

### Współpracownicy
- Paula Philipp – Magda Kruczyk, sekretarka kancelarii. Samotnie wychowuje córkę.
- Dorota Wierzbicka-Matarelli – Czesława Matusik "Pani Czesia"[14], sprzątaczka kancelarii. Pracowała w sądzie[15].
- Paweł Strumiński – Wiktor "Wiki" Lagendorf, informatyk współpracujący z kancelarią. Przyrodni brat Lidii Łęckiej.
- Maciej Kukiałka – Cezary Kram, prywatny detektyw współpracujący z kancelarią, były policjant. Zastąpił Marka Maja, który go polecił kancelarii. Jest w związku z Lidią Łęcką.
- Agnieszka Goździewicz – Ewa Mielicz, policjantka, potem detektyw współpracująca z Cezarym Kramem.
- Michał Kula – Henryk Libra, sędzia w stanie spoczynku współpracujący z kancelarią, były wykładowca prawników z kancelarii[16]. Często daje prawnikom cenne wskazówki. Pod wpływem zmowy kasty zmuszony był przejść na emeryturę[17].
- Agnieszka Bogdan – sędzia, bliska znajoma, potem partnerka Henryka Libry, która również jak on współpracuje z kancelarią i często daje prawnikom cenne wskazówki.
- Michał Szymański – Krzysztof Borecki, dziennikarz śledczy współpracujący z kancelarią. (sezony 1–2)
- Aleksandra Radwańska – Karolina Biernat[18], była sekretarka kancelarii. Wyjechała na studia do Paryża[19]. (sezon. 1)
- Radosław Osmalak[20][21] – Damian Zremba, pracował w parze z Hubertem Molickim. Ma żonę Anastazję oraz dwóch synów[11][22]. (sezon. 1)
- Damian Wasilewski – Bartosz Kirowski, prokurator zaprzyjaźniony z Janem Wolskim i Lidią Łęcką. (sezon. 1)
- Natalia Brudniak – Monika Krucz, adwokat, zastępująca najpierw Martę Życką, gdy przebywała na kwarantannie, potem Lidię Łęcką, gdy została porwana. (sezony 2–3)
- Adam Kuligowski – Jakub Marebski, adwokat, zastępujący najpierw Martę Życką. (sezony 2–3)
- Aneta Chodakowska – Julia Zaborna, dziennikarka śledcza współpracująca z kancelarią. (sezon. 3)

### Pozostali
- Marcin Piejaś[23] – Artur Liszewicz, adwokat, przeciwnik kancelarii. Przebiegły i bezwzględny w swoim działaniu.
- Łukasz Mąka – Kamil Rogala, policjant. Znajomy Cezarego Krama.
- Paulina Olszowy – Amanda, informatorka Cezarego Krama. (sezony 1–2)

- Piotr Makarski – Marek Maj, były prywatny detektyw współpracujący z kancelarią, były policjant. Szwagier Jana Wolskiego. Podczas z jednej z spraw został dźgnięty nożem, w wyniku czego zrezygnował z pracy[24]. (sezony 1–2)
- Alicja Słoniewska – Grażyna Kruk, policjantka. Znajoma Marka Maja. (sezon. 1)
- Grzegorz Mazoń – Adam Wojtacz, syn klientki Jana Wolskiego i Lidii Łęckiej, potem jej adorator, jednak bezskutecznie. (sezon. 1)
- Mateusz Zilbert – Tomek Czechowski, młodszy brat Filipa Czechowskiego, maturzysta. (sezon. 2)
- Łukasz Zatyka – Paweł Szerski, policjant. Znajomy Cezarego Krama. (sezony 2–3)
- Sylwester Różycki – Andrzej Opinus, biznesmen powiązany z półświatkiem. Jan Wolski naraził mu się w jednej ze spraw, w wyniku czego zlecił porwanie Lidii Łęckiej, za co został skazany. (sezony 2–3)
- Katarzyna Baraniecka – Aneta Świteć, adwokat, przeciwniczka kancelarii, Współpracująca z Arturem Liszewiczem. (sezon. 3)

## Spis serii
| Seria | Odcinki       | Sezon       | Premiera serii       | Finał serii     | Pora emisji                            |
| ----- | ------------- | ----------- | -------------------- | --------------- | -------------------------------------- |
| 1.    | 1–162 (162)   | 2020/2021   | 12 października 2020 | 24 czerwca 2021 | poniedziałek–piątek 18.30 (do odc. 33) |
| 1.    | 1–162 (162)   | 2020/2021   | 12 października 2020 | 24 czerwca 2021 | poniedziałek–piątek 18.20 (od odc. 34) |
| 2.    | 163–278 (116) | 2021/2022   | 2 grudnia 2021       | 3 czerwca 2022  |                                        |
| 3.    | 279–336 (58)  | jesień 2022 | 5 września 2022      | 21 grudnia 2022 | poniedziałek–piątek 18.20              |